# X-Men: Ragazze in Fuga
X-Men: Ragazze in Fuga é uma história em quadrinho publicada em título único em Novembro de 2009, pela Panini Comics. A história tem roteiro de Chris Claremont e arte de Milo Manara.
O álbum foi lançado nos Estados Unidos em Julho de 2010 com o título X-Woman e foi colorizado por Dave Stewart.